# Home dels Nassos de la Vila de Gràcia
L'Home dels Nassos de la Vila de Gràcia és un cabut amb una figura que té una gran semblança amb Francesc Derch i Alió, últim batlle de la vila independent i cap de la Revolta de les Quintes del 1870. La figura de l'home dels nassos es vincula a una data anual molt concreta: l'últim dia de l'any.
L'Home dels Nassos és un personatge imaginari que es fa creure a la mainada que apareix el dia 31 de desembre, i de qui es diu que té tants nassos com dies té l'any. Els infants esperen veure un ésser amb 365 nassos perquè no s'adonen que, de fet, a l'any només li queda un dia abans d'extingir-se. De manera que qualsevol persona podria ser-ho.
La llegenda de l'Home dels Nassos és present arreu del país, i en alguns indrets, com a la vila de Gràcia, han decidit de recuperar-la en forma de capgròs. Però si les imatges del personatge se solen representar amb un nas gros, en aquest cas en té un que no crida pas l'atenció per això, sinó que juga amb l'expressió per assenyalar que Francesc Derch i Alió era allò que se'n diu un home «de nassos», valent i atrevit.
L'Home dels Nassos gracienc és una peça molt recent feta per l'artista Àngels Jutglar, i es va poder construir gràcies a les aportacions dels veïns de barri. S'estrenà el 2011 i des d'aleshores surt cada 31 de desembre de bon matí i encapçala una cercavila pels carrers, places i mercats del barri.